# Ashaninca
|  | Per a altres significats, vegeu «Ashaninca (llengua)». |

Els campa o ashaninca són un poble que habita prop del naixement del riu Amazones, a l'est de Perú (regions de Junín, Pasco, Huánuco i part d'Ucayali i a l'estat d'Acre (Brasil). Parlen la llengua ashaninca, pertanyent a la família de llengües amerindies arawak, juntament amb els amuesha, matsiguenga, nomatsiguenga i piro. Tradicionalment no tenen cultura escrita. Arribaren a realitzar un art de la persuasió i el convéncer mitjançant la paraula i gestos. L'investigador Gerald Weiss identificà fins a 19 recursos retòrics formals.

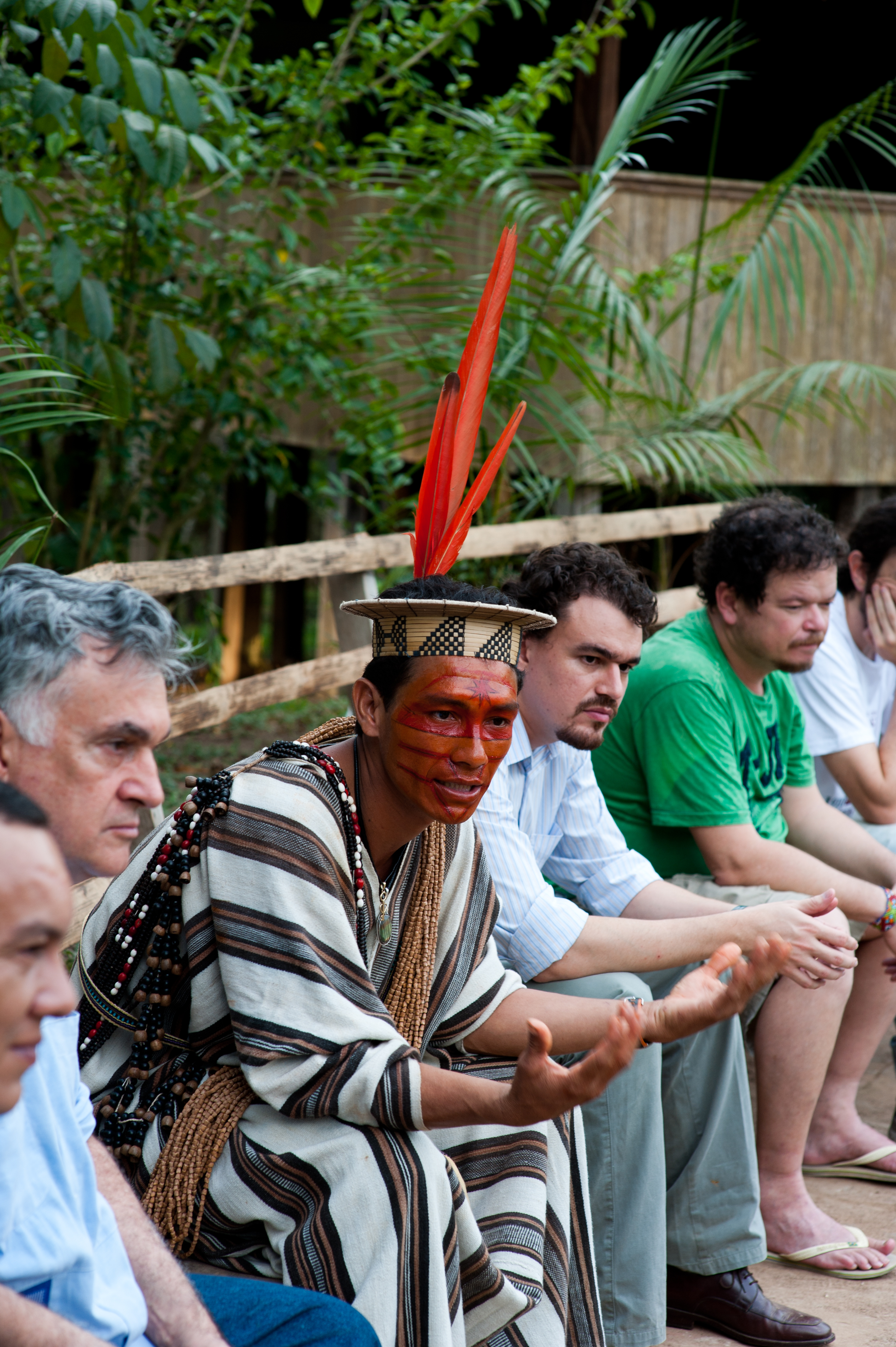
Benki Piyãko, cap ashaninca, en una trobada amb representants de l'administració brasilera

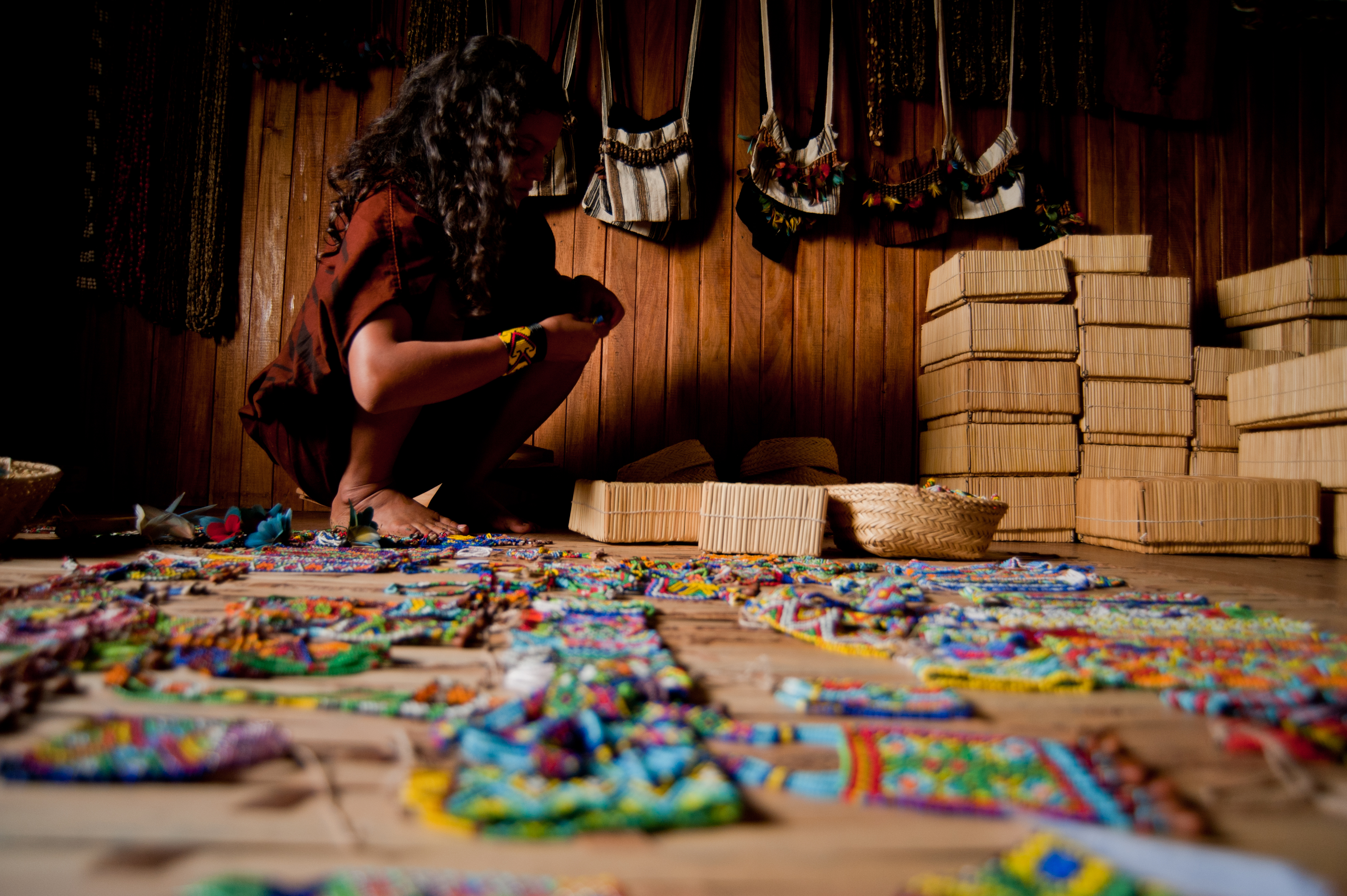
Artesanat Asháninka

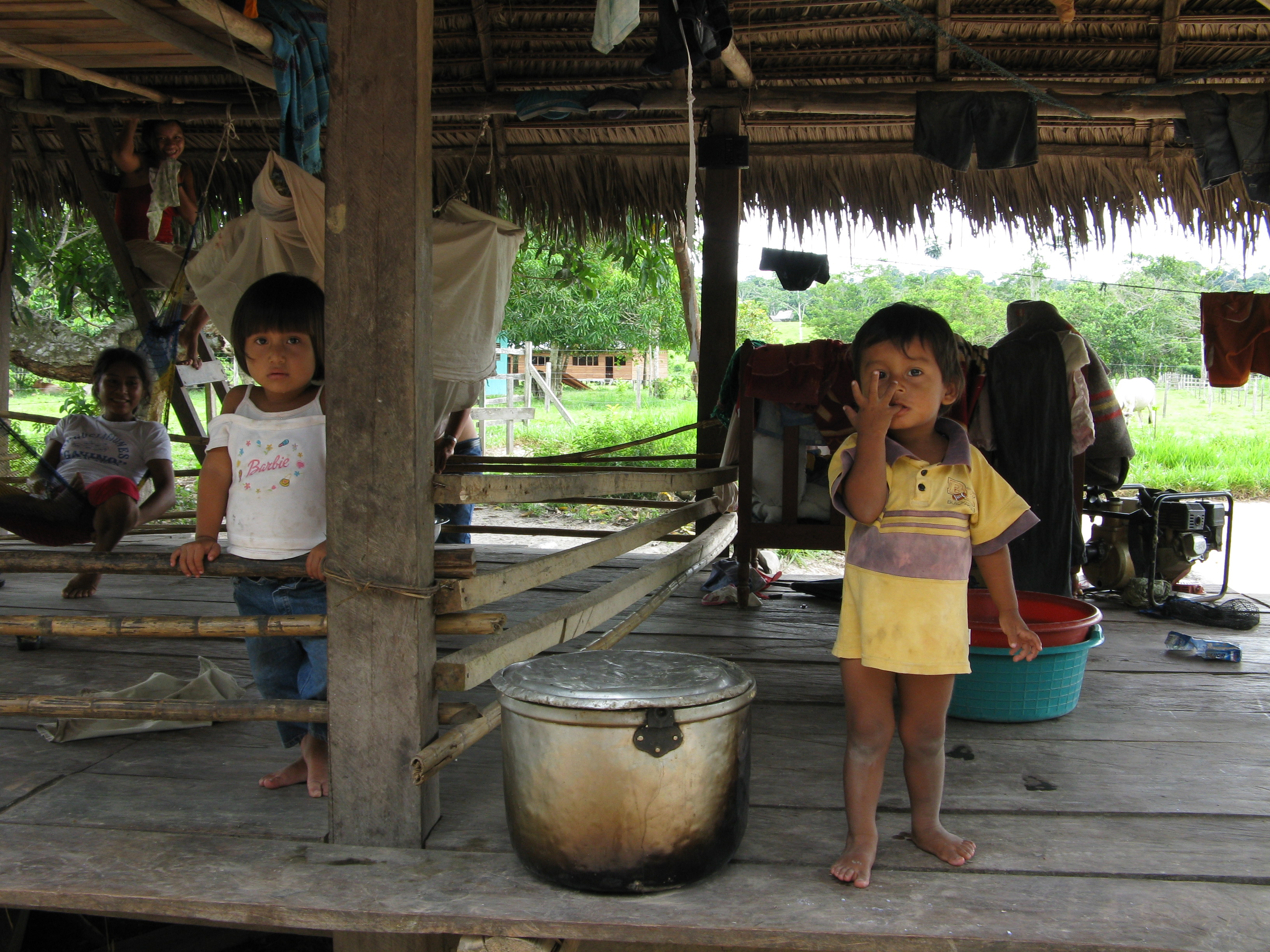
Dos infants ashaninca a la seva casa del departament d'Ucayali

## Denominació
Identificats amb diversos noms: Ande, Anti, Chuncho, Pilcozone, Tamba, Campari, són especialment coneguts pels antropòlegs i missioners sota el nom de Campa, o Kampa al Brasil, per designar només els ashaninka o als arawaks sud-andins en general (excepte piro i amuesha). Ashenĩka designa una autodenominació de persones, que es pot traduir com "els meus pares", "la meva gent".
Després dels anys vuitanta, prefereixen ser definit amb el nom ashaninca, en comptes de campa, de caràcter pejoratiu. Tot i així, també se’ls coneix com a riu Campa o Campa-Asháninka per diferenciar-los dels Campa Pajonal o Campa-Ashéninka. El seu idioma, l'ashaninca, és un de les cinc llengües campa. Els que van a l'escola aprenen espanyol al Perú i portuguès al Brasil.

## Asháninka i Ashéninka
Culturalment propers, els ashaninca estan situats als marges dels rius Tambo, Ene, i alt Perené, mentre que els ashéninka són localitzats als marges dels rius Pichis, Gran Pajonal, i Ucayali. Aquests darrers es diferencien dels ashaninca per les seves variacions dialectaos.

## Història
El 1742 es van revoltar contra els espanyols que ocuparen el seu territori i els van expulsar. Això aïllarà una gran part de l'Amazònia i els protegirà durant aproximadament un segle, però no resistiran la febre del cautxú que va afectar fortament aquesta part de l'Amazònia i ha delmat el 90% de la població índia (esclavitud, epidèmies i brutalitat cruel a Stephen Corry, director de Survival International).
A principis del segle xx, molts ashaninca foren van convertits en esclaus dels explotadors del cautxú, els seringeiros, i posteriorment pels explotadors de fusta. El 1984 foren visitats per l'exploradora francesa Jéromine Pasteur, qui va liderar accions per ajudar-los i defensar la selva amazònica.
Des del 1987, molts d'ells ha estat víctimes de malalties importades pels europeus o els seus descendents, i molts altres van ser víctimes col·laterals de la violència entre les guerrilles maoistes de Sendero Luminoso i les forces "antiinsurgents". El 2014 es va trobar una fossa comuna que contenia les restes d’unes 800 persones, la majoria de les quals es creu que són indis ashaninca i Matsiguenga, i n’hi ha d'altres al territori ashaninca. (Segons l'ONG Survival, "70.000 persones van morir o van desaparèixer durant la insurrecció", i a tot el Perú, hi va haver "assassinats de líders, tortures, adoctrinament forçat de nens i execucions").
L'agost de 1995, el govern d'Alberto Fujimori va promulgar una llei que eliminava la protecció legal de les terres ashaninca, fins llavors reconeguda per la Constitució anterior. El 2003 es va constituir la Reserva comunal Asháninka.
Els grups que viuen al bosc viuen de la caça del tapir, el pecari i el mico forestal que practiquen els homes, i consumeixen productes collits (fruits ...) o conreats periòdicament al bosc (nyam, moniato, xili, carbassa, plàtan, pinya) que conreen les dones. Però el seu hàbitat i part dels seus recursos vitals segueixen seriosament amenaçats per projectes de petroli i gas, preses hidroelèctriques, tràfic de drogues i cultiu de coca, o fins i tot desforestació il·legal.
A més, un petit grup rebel de Sendero Luminoso "encara actiu a la regió dels rius Apurimac i Ene (al cor del territori Asháninka) Ruth Buendía (líder ashaninca i presidenta del Centre Asháninka del riu Ene durant alguns anys) va ser guardonada amb el Premi Mediambiental Goldman gràcies als seus esforços amb la seva ONG CARE contra el projecte de la presa Pakitzapango (2200 megawatts) que hauria obligat a diversos mil ashaninca per deixar les seves llars i pobles si això hagués passat, i que és només un dels sis projectes de producció d’energia hidroelèctrica previstos en virtut d’un acord energètic entre el Brasil i el Perú.